# Amerimanga

Amerimanga est un terme qui désigne les bandes dessinées américaines dont le style graphique et narratif est influencé par (ou imite) le manga. C'est un mot-valise entre America et manga, à la manière du terme manfra pour les mangas français. Le terme global manga est également utilisé de manière plus générale pour designer toutes les bandes dessinées non japonaises dont le style est inspiré du manga.
Le terme amerimanga est peu utilisé aux États-Unis, et on y a tendance à préférer le terme OEL manga (« original English-language manga ») car certains des auteurs considèrent leurs œuvres comme des mangas à l'état pur, bien qu'ils ne soient pas japonais. Ils ne voient comme différence avec les mangas japonais que la langue. Afin d'éviter d'avoir une abréviation dans l'appellation, les Français préfèrent regrouper tout en un mot, ce qui a donné l'appellation courante de Mangoel[réf. nécessaire].

## Caractéristiques
Par opposition aux manfras qui ont des caractéristiques très proches des mangas, les amerimangas s'en éloignent légèrement. 

## Liste d'oeuvres
- Return to Labyrinth (Tokyopop) de Jake T. Forbes
- Dramacon (Tokyopop) de Svetlana Chmakova